# 觀音島

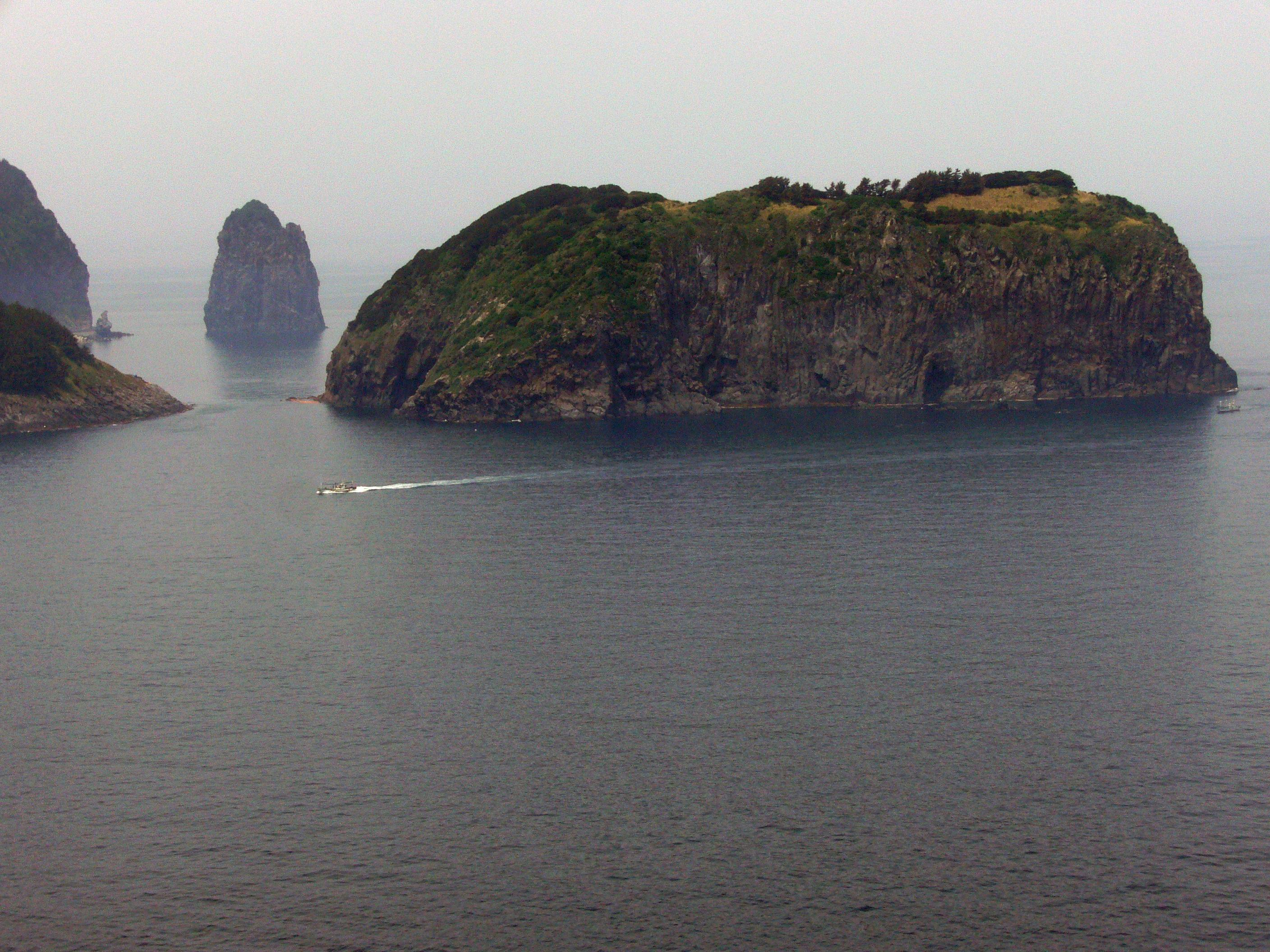
观音島

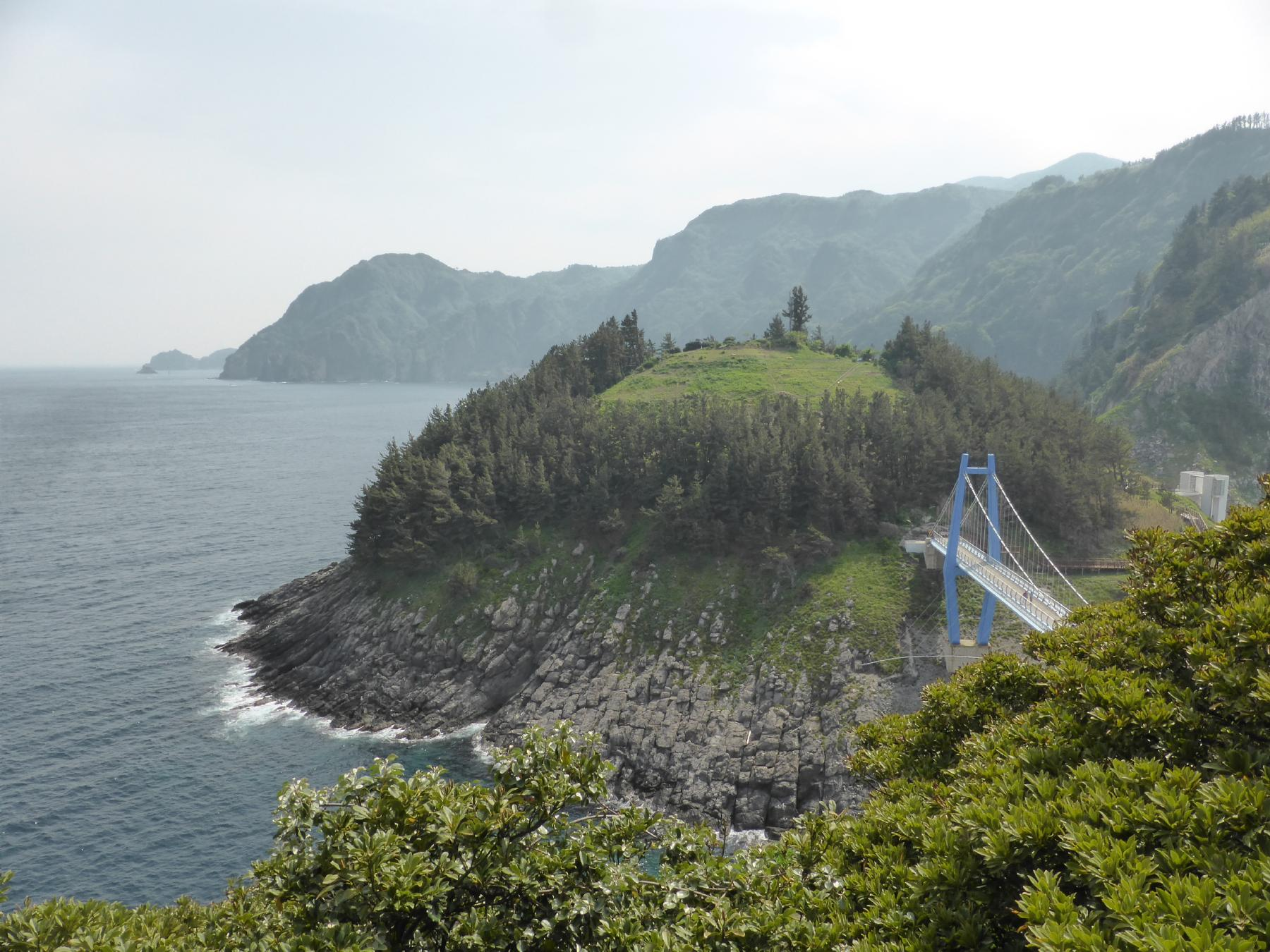
由郁陵岛遠望步行连岛桥及观音岛

观音岛（韓語：관음도）是位于韩国庆尚北道郁陵郡北面天府里，离郁陵岛東北角100公尺远的附属岛屿。因为有很多大水薙鸟，这个岛也被称为깍새岛或者깍개岛（깍새和깍개是大水薙鸟的韩語名称）。
面积为0.071 km², 与独岛东岛的面积(0.073 km²)相比略小。最高高度为106米，周长约800米。過去，三個居民居住並放牧兔子和山羊。此外,与既存的郁陵岛不同，观音岛没有人居住, 但是西边有码头, 小型船舶容易进出。
该岛的东北侧有被称为「观音双窟」的约14米高的海蚀洞窟，被称为郁陵岛三大绝景之一。相传，古时候曾是海盗的巢穴，饮用从窟顶部滴下的水可以长寿。
郁陵郡表示，2008年在岛内设置探访路、连陆桥，计划将观音岛开发成观光地。2012年，步行连岛桥竣工，这使观音岛和郁陵岛通过陆路相连。